# Santiago (Isabela)

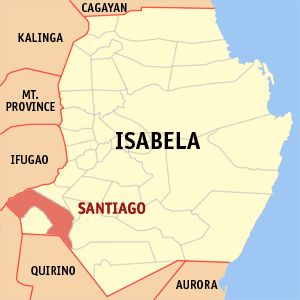
Santiagos läge i provinsen Isabela.

Santiago (officiellt City of Santiago) är en stad i Filippinerna som ligger i provinsen Isabela i regionen Cagayandalen. Den har 110 531 invånare (folkräkning 1 maj 2000).
Staden är indelad i 37 smådistrikt, barangayer, varav 28 är klassificerade som landsbygdsdistrikt och 9 som tätortsdistrikt.